# Cray Y-MP

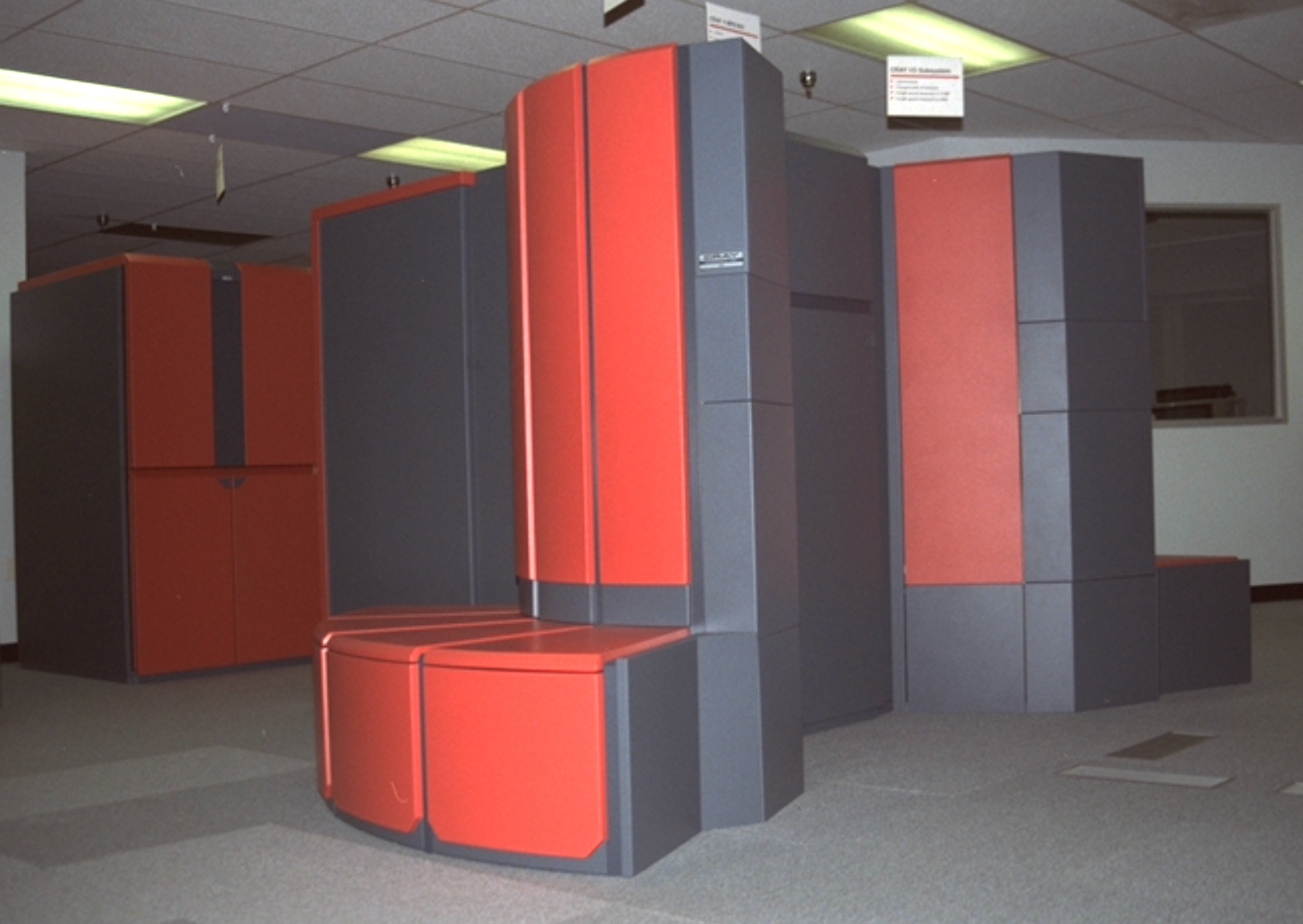
Un Cray Y-MP Modelo D en el NASA Center for Computational Sciences, GSFC

El Cray Y-MP fue un supercomputador vendido por Cray Research a partir de 1988, y el sucesor del X-MP de la compañía. El Y-MP mantenía compatibilidad de software con el X-MP, pero amplió el registro de direcciones de 24 a 32 bits. Se utilizó tecnología de alta densidad VLSI ECL y se creó un nuevo sistema de refrigeración. El Y-MP corría el sistema operativo Cray UNICOS.

## Modelos
El Y-MP podía estar equipado con dos, cuatro u ocho procesadores vectoriales, con dos unidades funcionales cada uno y un ciclo de reloj de 6 ns (167 MHz). De esta manera, se alcanzó un rendimiento pico de 333 megaflops por procesador. La memoria principal estaba compuesta por una SRAM de 128, 256 o 512 MB.
El original Y-MP (también conocido como el Y-MP Model D) fue armado en un chasis similar al del X-MP con forma de herradura, pero un con un gabinete rectangular agregado en el medio (que contenía las placas de la CPU), formando de esa manera una letra "Y". El sistema podía ser configurado con uno o dos SES (Subsistemas de Entrada/Salida) Modelo D y un Disco de Estado Sólido (DES) opcional de 256 MB a 4 GB de capacidad.
El Y-MP Modelo D fue seguido en 1990 por el Y-MP Modelo E, el cual reemplazaba el SES Modelo D por el Modelo E, el cual proveía el doble de rendimiento de E/S. El gabinete en forma de Y fue reemplazado por uno o dos gabinetes rectangulares (cada uno conectado a un gabinete separado con el sistema de refrigeración líquida), dependiendo de la configuración. La máxima RAM se incrementó a 2 GB y era posible tener hasta ocho SESs. Las variantes del Modelo E incluían el Y-MP-2E, Y-MP-4E, Y-MP-8E y el Y-MP8I, el último era la versión de un solo gabinete (I por Integrado) del 8E de dos gabinetes. El 2E y el 4E estuvieron disponibles posteriormente con un sistema opcional de refrigeración por aire.

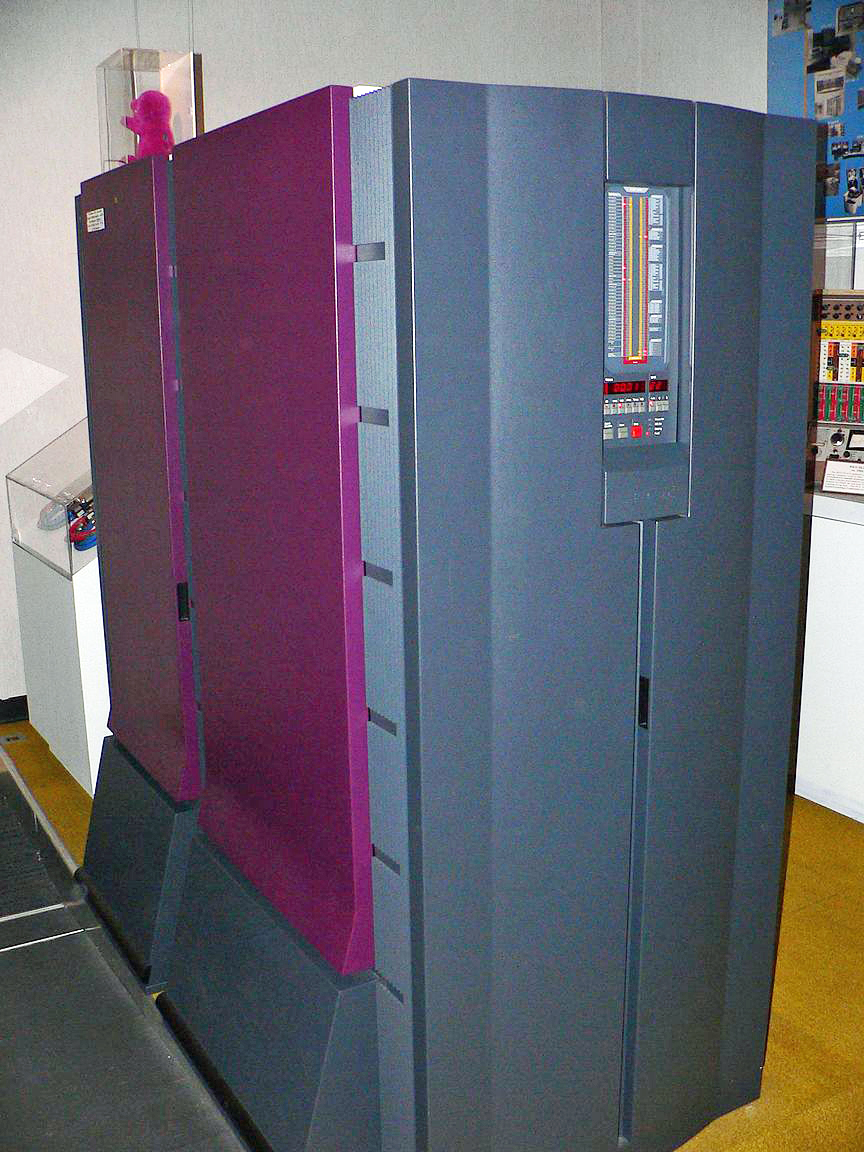
Un Cray Y-MP M90 en el US National Cryptologic Museum

El Y-MP M90 fue la variante con memoria más grande del Y-MP Modelo E, introducida en 1992. Reemplazaba la memoria SRAM del Y-MP con 32 GB de memoria DRAM, más lenta pero más pequeña. El Y-MP M90 también estuvo disponible en variantes con dos, cuatro y ocho procesadores (M92, M94 y M98 respectivamente). Más tarde, el nombre del modelo fue abreviado como la serie Cray M90.
La serie Y-MP C90 se describe separadamente.

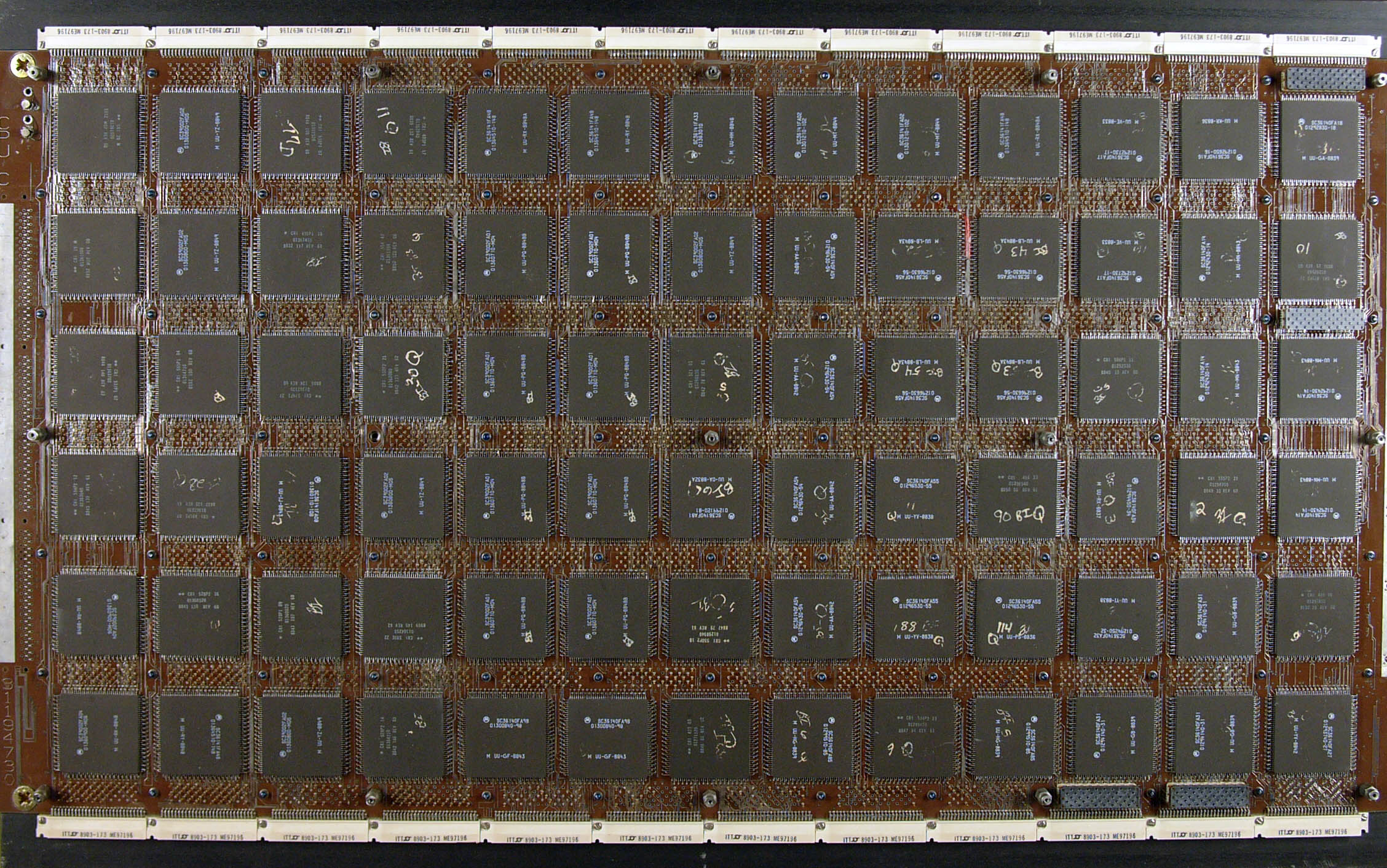
Placa de procesador de un Cray Y-MP.

## Y-MP EL
En 1992, Cray lanzó el más económico modelo Y-MP EL (Entry Level, o Nivel de inicio). Este fue una reimplementación de la arquitectura Y-MP en tecnología CMOS, basado en el diseño S-2 adquirido por Cray a Supertek Computers en 1990. El EL tenía un sistema de refrigeración por aire con un Subsistema de Entrada/Salida completamente diferente basado en el VMEbus. El EL estaba disponible en configuraciones de hasta cuatro procesadores (cada uno con un rendimiento pico de 133 megaflops) y desde 32 MB a 1 GB de DRAM. El Y-MP EL fue luego desarrollado en la serie Cray EL90 (EL92, EL94 y EL98).
El Y-MP EL estaba armado en un gabinete mucho más pequeño que el tradicional sistema de Cray que llenaba una habitación ( 2010×1270×810 mm, alto × ancho × largo, y un peso de 635 kg); y podía ser alimentado con un suministro eléctrico regular.